# 乔治娅·科尔曼
乔治娅·科尔曼（英語：Georgia Coleman，1912年1月23日—1940年9月14日），美国女子跳水运动员。她曾代表美国参加1928年和1932年夏季奥林匹克运动会跳水比赛，获得一枚金牌、二枚银牌和一枚铜牌。